# هنري ويستمورلاند
هنري ويستمورلاند (بالإنجليزية: Henry Westmoreland)‏ هو لاعب كرة قدم أمريكي في مركز حراسة المرمى، ولد في 16 يوليو 1958 في ميامي في الولايات المتحدة. لعب مع FIU Panthers men's soccer ‏.